# Nit-Hak HK
Nit-Hak Håndballklubb (Nit-Hak HK) är en norsk handbollsklubb från Nittedal, Akershus fylke, bildad 24 juni 1963 som Nittedal og Hakadal Håndballklubb. Klubben spelade i eliteserien på herrsidan från 2002 till 2007. Laget har röda tröjor och svarta shorts.